# エンジェルティッシュ
『エンジェルティッシュ』は、水田恐竜による日本の漫画単行本。リイド社より発行された。

## 概要
作者がリイド社で発刊した4冊目の単行本。掲載雑誌は「タフなんだもん!」の『あ!ホクサイ』以外不明。

### エンジェルティッシュ
表題作。

#### 登場人物
ここでは複数回登場した人物のみ紹介する。
エッチなものをよく拾う女の子
エッチなものを拾っては母親に質問するが、母親は焦りながらごまかした。そしてその女の子が大人になった時「ママってば…」とつぶやいていた。
また「お医者さんゴッコ」をした事を母親に伝えたが誰とやったかは宇宙人に記憶を消されていた。
妖精
女の子のお尻にはそれぞれ可愛い妖精がいて、ブルマーを履いている時はお尻の割れ目が見える様に食い込ませたりはみパンといったイタズラをするのが好き。ちなみに男の子にも妖精がいるが悪魔の様な姿をしていた。
ふみえ
SMプレイをする両親（父親がMで母親がS）の娘。ただし「ドア閉めてやれーい」とつっこんでいる事から変態そのものは認めている様子。
また自分のアソコが実印として印鑑登録されていた。

### 湯の花娘
温泉旅館「雀屋」の若女将湯花（ゆか）が姉妹や友人とドタバタを繰り広げる4コマギャグ漫画。この作品には「放課後キッチン」の一部の登場人物によく似た人物が登場している（ただし名前は出ていない）。

#### 登場人物
雀屋湯花
玉猫商業高校の女子高生兼「雀屋」の若女将。母親が早くに亡くなったので若くして女将となった。
「雀屋」で一番偉いため商魂たくましいが、仮病を使って客を引いたり学校等でとにかく「雀屋旅館はよーいお宿♪」と歌い宣伝したり、脱税をしたり宿泊サービス券を学校中に配ったりするなど意外とセコい行動が多く、湯子の幼稚園バスにも広告を貼っているなどほぼ迷惑に近い行動も取っている。（またワンパターン過ぎるので男子から「商才無い」と言われてしまう）。
担任の先生に「進級どころか卒業もヤバイぞ」と言われた時は最低10年は留年して「現役女子高生女将」をウリにしようと開き直っていた。
男子から告白される事もあるが、「最終的にはムコ養子になって…」や「今日ウチ誰もいないの」と早とちりをするので男子からはよく逃げられる。
雀屋湯里
湯花の姉で20歳のストリッパー。地元ストリップ劇場ではNo.1の人気を誇る。
劇場以外でも露出的な行動をとったり、妹の湯子に自分の得意な芸を教えたりする（湯花は「幼稚園のお遊戯会でそんなんやらす気かい!」と怒っていた）。
家族の中では唯一「雀屋」で仕事をしていない。理由は旅館の仕事が全く出来ない使えない奴No.1のためである（忙しそうにしている所を見て手伝おうとしたがコケてしまって料理を崩してしまった）。ただし湯花と似た様なセコいサービスを劇場でしている等「雀屋」のために張り切っているシーンもある。
風邪を引いた時は「体拭いて座薬入れて下さる」と客に頼むと何故か早く治る。
雀屋湯子
湯花の妹で5歳の幼稚園児。「雀屋」の手伝いをよくするが客と温泉に入る。
雀屋清助
湯花の父親で「雀屋」の板前だが、初期の頃は予算の都合で豪華なメニューは作れなかった。（客が来るなんて思わなかったため）
舟盛りにあやかってヤマト盛りや、女体盛りにあやかってガンダム盛りという子供向けのメニューを考えた事もあったが、湯花に「素材が古い!」とつっこまれた。
ジンゴロー
雀屋のペットのボア。カップルの客がエッチしている最中に乱入してパニックに陥れた事がある。また湯子がクレーンゲームに失敗した時機械の中に入りぬいぐるみを飲み込んだ事もあるが出口の所でつっかえてしまった。
めい子
湯花の友人。冬休みに「雀屋」でバイトをしたが学校でバツ身代わりさせられた時はバイト料2割増し、男性客と一緒に温泉に入った時は5割増しを強制した。
トキヨおばちゃん
雀屋のパート。車を素手で移動させる程の怪力。作中セリフは無い。
担任の先生
湯花のセコイ行動に「コラ!「雀屋」」と怒るのが定番。湯里のモロ見えブロマイドを湯花にすすめられたが殴る程真面目な性格。
渋川龍比古
作家。締め切りをすっぽかして「雀屋」の秘密の隠し部屋で仕事をしている。湯花、湯里、湯子の3人を愛人にしようと考えている。
編集の大野さん
渋川を連れて帰ろうとするも何度も来ているのに「雀屋」の秘密の隠し部屋の在処がわからずにいる。必死で探そうとするが湯子に隠し部屋を訪ねた時は「それ聞かれたら川に飛び込めって言われてる」と川に飛び込むのを止めたり、コタツの中を探そうした時は湯里のアソコを見てビックリしてしまったりと苦労が絶えない。

### タフなんだもん!
「タフなんだもん!」を参照